# دينة ور
دينة ور هي قرية في مقاطعة خدا أفرين، إيران. عدد سكان هذه القرية هو 81 في سنة 2006.